# Code Week
Die Code Week (auch Codeweek oder CodeWeek) ist eine von der Europäischen Kommission ins Leben gerufene Initiative, die Kinder, Jugendliche und Erwachsene in Europa für das Programmieren und Tüfteln begeistern soll. Durch praxisorientierte Lernangebote fördert sie das Verständnis für eine zunehmend digitalisierte Welt und bringt Menschen aus ganz Europa zusammen. Die Code Week trägt damit zu den EU Digital Decade Targets bei.

## Entstehung und Geschichte
Die Code Week ist eine Graswurzelbewegung, die von einer jungen Beratungsgruppe (Young Advisors) für die Umsetzung der digitalen Ziele für Europa (Digital Agenda für Europa) ins Leben gerufen wurde. Im Jahr 2022 wurden insgesamt 78.000 Aktivitäten in 80 Ländern mit 3,4 Millionen Teilnehmenden registriert. 49 % der Teilnehmenden waren Mädchen und Frauen.

## Organisation und Entwicklung in Deutschland
Deutschland ist seit 2014 teilnehmendes Land an der EU-Code Week. In Deutschland tragen jedes Jahr Hunderte Freiwillige zu dem Programm bei, darunter zahlreiche Bildungseinrichtungen, Bibliotheken, Schulen, Universitäten, Vereine und Museen. Stiftungen wie die Körber-Stiftung, die Deutsche Telekom Stiftung oder die Vector Stiftung unterstützen regionales Engagement. Die Veranstaltungszahlen der Code Week in Deutschland sind seit der Teilnahme 2014 von 68 Veranstaltungen auf 1.226 Veranstaltungen im Jahr 2022 angewachsen. Im Europäischen Vergleich belegte Deutschland 2022 Platz 9 der aktivsten Länder.